# جزر فينيكس
جزر فينيكس (بالإنجليزية: Phoenix Islands)‏ هي مجموعة من ثمان جزر، بمجموع مساحة يابسة يبلغ 28 كم² (11 ميل²)، يقعون في وسط المحيط الهادئ شمال ساموا، ويشكلون جزء من جمهورية كيريباتي.
الثماني جزر المكونة لجزر فينيكس، هم:
- جزيرة كانتون
- جزيرة إندربوري
- جزيرة راواكي
- جزيرة مانرا
- جزيرة بيرني
- جزيرة ماكين
- جزيرة نيكومورو
- جزيرة أورونا

```
هذه الجزر خالية من السكان باستثناء بعض العوائل في جزيرة كانتون، وهي الجزيرة الوحيدة ذات الأهمية التجارية والتاريخية.
```

في عام 2006 تم الإعلان عن المنطقة المحمية لجزر فينيكس (PIPA)، وفي عام 2008 أعلنت حكومة كيريباتي رسمياً مجموعة فينيكس بأكملها والمياه المحيطة بها منطقة محمية.